# Hybomitra kashgarica
Hybomitra kashgarica är en tvåvingeart som beskrevs av Olsufjev 1970. Hybomitra kashgarica ingår i släktet Hybomitra och familjen bromsar. Inga underarter finns listade i Catalogue of Life.